# Docking (akt seksualny)

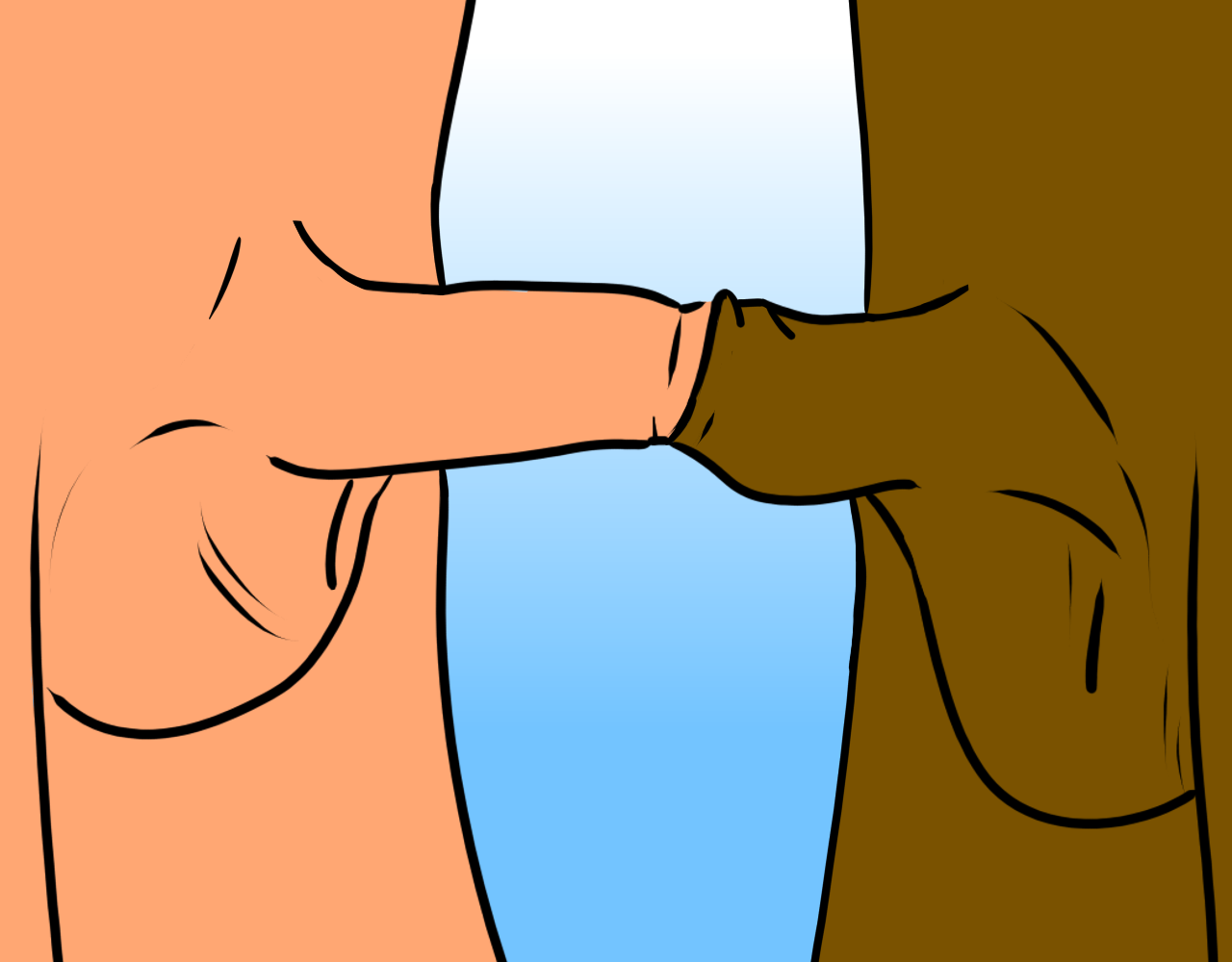
Ilustracja dwóch mężczyzn wykonujących docking

Docking – czynność seksualna, podczas której mężczyzna umieszcza swoją żołądź z odciągniętym napletkiem pod napletkiem innego mężczyzny. Obie żołędzie znajdują się wówczas pod tym samym napletkiem, a penisy są „zadokowane”. Stymulację seksualną mężczyźni osiągają pocierając napletek lub dociskając penisy do siebie.
Przynajmniej jeden z mężczyzn musi być nieobrzezany. Obrzezani mężczyźni mogą używać specjalnej tulejki wykonanej z elastycznego tworzywa sztucznego, w której obaj mężczyźni mogą umieścić swoje penisy, aby osiągnąć podobny efekt.
Termin docking pochodzi z języka angielskiego i oznacza dokowanie. Chociaż ryzyko chorób przenoszonych drogą płciową jest mniejsze niż w przypadku np. seksu analnego, to przez kontakt preejakulatu lub spermy ze śluzówkami partnera seksualnego ryzyko nadal istnieje.

## Odniesienia w kulturze
Akt dockingu zainspirował kanadyjskiego twórcę filmowego Trevora Andersona do nagrania czterominutowego filmu "Docking", opowiadającego o strachu przed randkowaniem. Film w 2019 roku zdobył nagrodę Calgary International Film Festival, a w 2020 roku otrzymał nominację do nagrody Kanadyjskich Nagród Filmowych za najlepszy film krótkometrażowy.